# Trigonospora koordersii
Trigonospora koordersii är en kärrbräkenväxtart som först beskrevs av Christ, och fick sitt nu gällande namn av Holtt. Trigonospora koordersii ingår i släktet Trigonospora och familjen Thelypteridaceae. Inga underarter finns listade.